# Собор Успения Девы Марии (Фрозиноне)
Собор Успения Девы Марии во Фрозиноне (Санта-Мария-Ассунта; итал. Cattedrale di Santa Maria Assunta) — римско-католический собор в городе Фрозиноне (Лацио); относится к епархии Фрозиноне-Вероли-Ферентино (Dioecesis Frusinatensis-Verulana-Ferentina), центр которой расположен в городе Ферентино.

## История и описание
Первая церковь на месте современного собора Успения Девы Марии во Фрозиноне была построена на остатках древнеримского храма, посвященного богу Марсу; она располагалась на вершине холма, где стоял акрополь древнего города Фрузино. Существует версия, что данный храм был собором древней епархии Фрозиноне, которая позднее, в VIII веке, слилась с епархией в Вероли. В Средние века церковь во Фрозиноне была перестроена в романском стиле.
В XVIII веке здание было ещё раз полностью перестроено: римская базилика Сант-Андреа-делла-Валле послужила источником вдохновения для нового облика церкви. От средневекового здания сохранилась романская башня-колокольня с тремя рядами окон: она стоит в самой высокой точке города, на высоте 291 метр над уровнем моря, и сама имеет высоту 62 метра. В 1850 году папа римский Пий IX дал возможность использовать свой папский престол в качестве епископского кресла.
Во время Второй мировой войны, 11 сентября 1943 года, по Фрозиноне был нанесён авиаудар, в результате которого пострадала как сама церковь, так и площадь Санта-Мария перед ней. Собор получил крайне серьёзные повреждения: обрушилась часть его фасада и был полностью уничтожен неф. Рядом с храмом был полностью уничтожен муниципальный резервуар (водохранилище). Бомбы также разрушили здания на южной стороне церковной площади. Храм был восстановлен после войны: многие жители «Чочарии», ранее эмигрировавшие за границу, внесли свой вклад в данную работу.
Собор Успения Девы Марии во Фрозиноне стал одним из соборов епархии Вероли-Фрозиноне 11 апреля 1965 года. С 27 февраля 1987 года он является собором единой епархии Фрозиноне-Вероли-Ферентино, центр которой расположен в городе Ферентино. В храме во Фрозиноне расположен орган, построенный в 1957 году компанией «Pinchi»; инструмент был отреставрирован и расширен в 2015 году.